# Kuchyňská škrabka

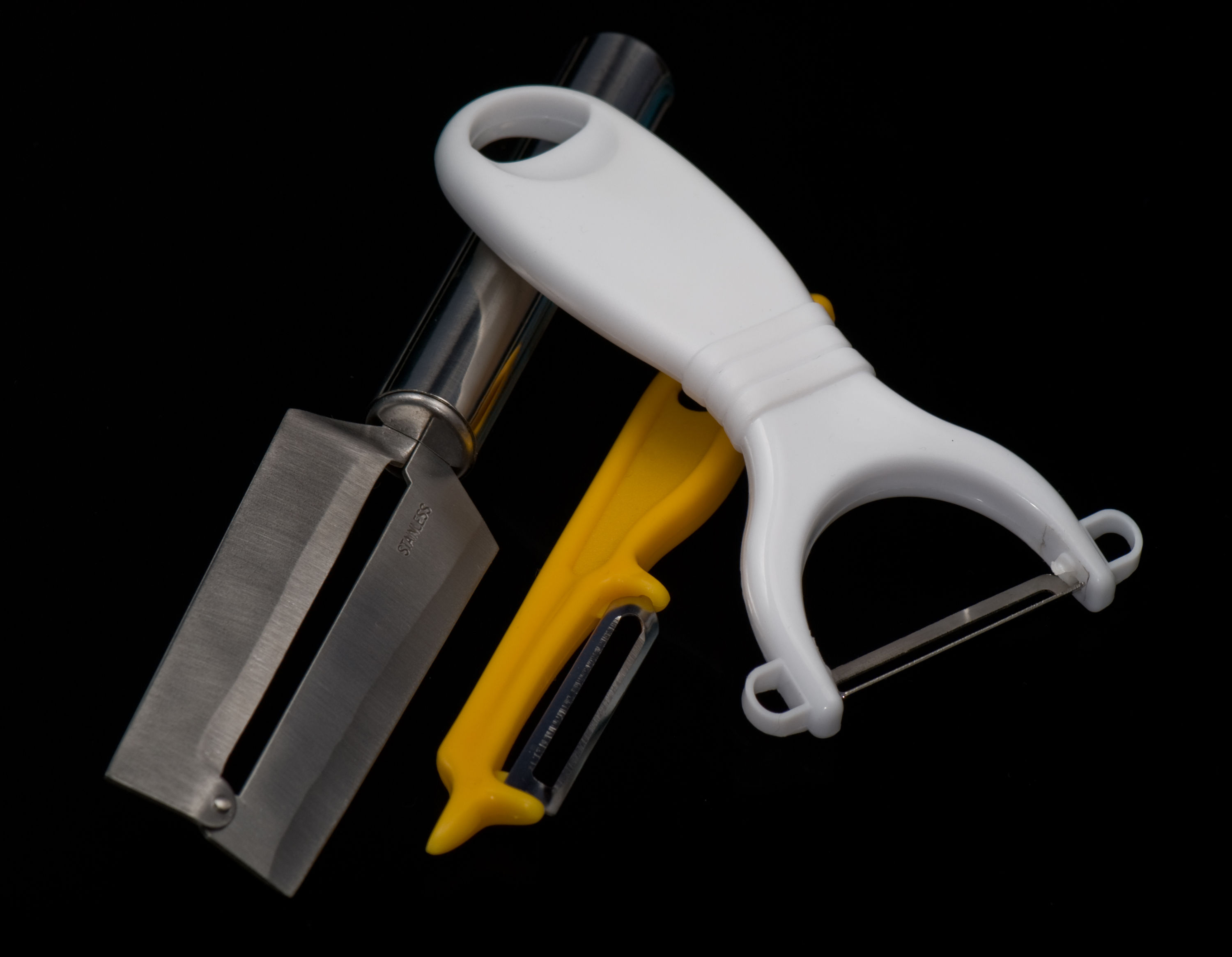
Pevná čepel (neboli nůž na škrábání cukrové třtiny), australská a Y škrabka

Způsob použití škrabky

Kuchyňská škrabka je nástroj složený z kovové čepele s otvorem s ostrým okrajem, připojené k rukojeti, který se používá, aby se odstranila vnější vrstva („slupka“) některé zeleniny, jako jsou brambory, stonky brokolice, mrkve, nebo ovoce jako jsou jablka a hrušky. Na loupání zeleniny lze také použít nůž na krájení. Čepel škrabky má otvor s jednou ostrou stranou, druhá strana otvoru brání tomu, aby čepel sekla příliš daleko do zeleniny.

## Přehled
Dnes je mnoho typů škrabek. Většina ručních škrabek je buď rovných nebo typu Y, zatímco konkrétní provedení se liší v závislosti na regionu a osobních preferencích.

## Rovné škrabky
Rovná škrabka má čepel rovnoběžnou s rukojetí, podobající se noži. Čepel může být pevná nebo otočná. Designy Lancashire a French Econome obsahují pevnou čepel, která se neotáčí. Lancashire má často kulatou dřevěnou rukojeť zabalenou v provázku a je často s jedním okrajem, i když existují varianty s dvojitým okrajem. Econome, vynalezený v roce 1928 Victorem Pouzetem, znamená unikátní vzhled čepele, který je charakteristický dvěma štěrbinami.

### Otočné škrabky
Otočné škrabky mají čepel připevněnou na čepu; úhel čepele se automaticky přizpůsobuje dle vyvíjeného tlaku, což zjednodušuje použití. Škrabka Jonas, navržená ve Švédsku v roce 1953, má rovný vzor s otočnou čepelí připevněnou ke konci obdélníkové kovové smyčky, která je držena jako nůž. Po celé délce rukojeti prochází hřídel. Čepel má dvě hrany, které umožní použití v obou směrech a oběma rukama. I když je originál často kopírován, stále ho vyrábí společnost Linden Sweden. Po mnoho desetiletí je to standardní typ škrabky ve Spojených státech.